# Le grandi fiabe
Le grandi fiabe (Shirley Temple's Storybook / The Shirley Temple Show) è una serie televisiva statunitense presentata da Shirley Temple, prodotta tra il 1958 e il 1961.

## Trama
Gli episodi, presentati, narrati e spesso anche interpretati dall'ex bambina prodigio Shirley Temple, sono adattamenti televisivi di fiabe classiche, leggende e celebri romanzi per ragazzi.

## Episodi
| Stagione         | Episodi | Prima TV USA | Prima TV Italia |
| ---------------- | ------- | ------------ | --------------- |
| Prima stagione   | 16      | 1958         | 1959-1960       |
| Seconda stagione | 25      | 1960-1961    |                 |

## Distribuzione

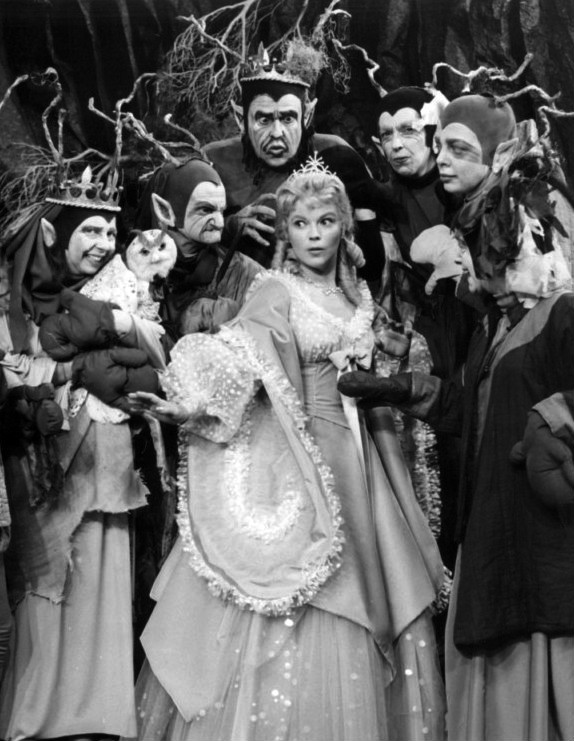
Shirley Temple nell'episodio The Princess and the Goblins.

La prima stagione, composta da 16 episodi,13 dei quali in bianco e nero e 3 a colori, fu trasmessa da NBC dal 12 gennaio al 21 dicembre 1958 con il titolo originale di Shirley Temple's Storybook. Inoltre, due degli episodi a colori: Beauty and the Beast e The Legend of Sleepy Hollow, furono ripresi e trasmessi dal vivo. In seguito, 13 episodi della prima stagione vennero replicati su ABC dal 12 gennaio 1960.
La seconda stagione, formata da 25 episodi a colori, venne trasmessa da NBC dal 18 settembre 1960 al 16 luglio 1961 e il titolo della serie fu cambiato in The Shirley Temple Show.

### Edizione italiana
In Italia, 7 episodi della prima stagione furono trasmessi dal Programma Nazionale della Rai dal 25 dicembre 1959 al 1º maggio 1960.

### Edizioni home video
La serie completa non è mai stata distribuita in home video negli Stati Uniti: nel 1989 l'intera prima stagione venne pubblicata in videocassetta completamente in bianco e nero, mentre nel 2006 fu distribuita in DVD una selezione di episodi della seconda stagione.

## Merchandising
Nel 1958 Random House pubblicò una serie di 4 libri di fiabe illustrati contenenti alcune delle storie adattate nella prima stagione: Shirley Temple's Storybook, Shirley Temple's Fairyland, Shirley Temple's Stories That Never Grow Old e Shirley Temple's Favorite Tales Of Long Ago.